# Gallieniellidae
Gallieniellidae zijn een familie van spinnen. De familie telt 11 beschreven geslachten en 57 soorten.

## Geslachten
- Austrachelas Lawrence, 1938
- Drassodella Hewitt, 1916
- Galianoella Goloboff, 2000
- Gallieniella Millot, 1947
- Legendrena Platnick, 1984
- Meedo Main, 1987
- Neato Platnick, 2002
- Oreo Platnick, 2002
- Peeto Platnick, 2002
- Questo Platnick, 2002
- Toxoniella Warui & Jocqué, 2002

## Taxonomie
Voor een overzicht van de geslachten en soorten behorende tot de familie zie de lijst van Gallieniellidae.